# 沉音列

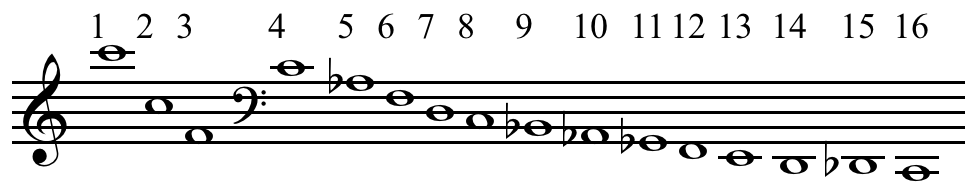
C的沉音列。

沉音列（subharmonic series，英文别称undertone series），在音乐中，指音程关系与泛音列成倒影的一系列音。乐器发出声音的物理过程会自然地产生泛音列，而沉音列必须由特殊方法产生。泛音列是将频率加倍得来，而沉音列则需算出频率的约数。
Subharmonic一词最纯粹的含义，仅指次调和级数（1，1/2，1/3，1/4等）的项。当指频率关系时，f表示某个参照的最高频率（f，f/2，f/3，f/4等）。由此，沉音列的一种定义就是“基频（驱动音）的整约数” 声学乐器的复合音色无法产生沉音列的谐波，但是，它可以由软件和电子手段人工产生。沉音列与泛音列相反，泛音列“…可以在任何非线性系统中产生”，而“沉音列这种非线性现象的产生”只能存在于一些“十分受限的条件下”。 

## 产生沉音列的方法
生成沉音列，有两种物理方法：一种是管乐器的超吹，另一种是分割测弦器的弦。在一根弦的中点，及分别在1/3处、1/4、1/5处轻轻制音，该弦可以得到泛音列，其中包括一个大三和弦。而若以相反的比例为弦长加倍，则产生沉音列。在管乐器上类似，如果若干音孔之间是等距的，则每多按住一个音孔，就产生下一个沉音。
此外，如音叉这样的振子也能产生沉音列。令振子轻轻带动一张纸振动，则“振子与纸接触会天然形成某种反复模式，可被听到” 。音叉产生正弦音，所以正常情况下以基频振动（例如440Hz），但它会“暂时地”每隔一次振动发生一次接触（220Hz），或每三次振动发生一次接触（147Hz），等等，这就产生了能听到的“沉音频谱”（例如，1:1得到A4（440Hz）、1:2得A3（220Hz）、1:3得D3（147Hz）、1:4得A2（110Hz）、1:5得F2（88Hz）等）。José Sotorrio声称，可以用正弦波发生器连接扬声器与一个弹性表面接触，或在弦乐器上“用特殊技巧操控弓子”，来使这些“沉音频谱”延续发声；但很难发出“下八度或下十二度”以后的沉音。
琴弦呈Y字排列的吉他——[曲他]（tritare）也可以产生沉音。一些爵士吉他手开发出交叉两根弦的特殊技巧，可以得到沉音。
扬声器放大信号时可以得到沉音。

## 与泛音列对比

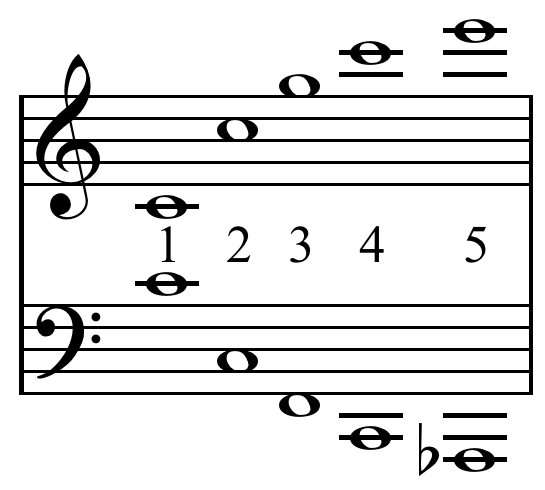
5次以内的阳调性和阴调性：泛音列和沉音列， 标出第1-5次谐音 。

沉音列的频率是基频的1/n倍，其中n是正整数。例如，如果基频是440Hz，那么沉音就有220 Hz (1/2)、约146.6 Hz (1/3)和110 Hz (1/4)。故而沉音列是泛音列的倒影。

### 沉音列中的音
泛音列中，若以C为基音，那么前5个泛音是：C（高一八度）、G（比前一音再高纯五度）、C（比前一音高纯四度）、E（比前一音高大三度）、G（比前一音高小三度）。
沉音列中也出现同样的格局。我们同样以C作为基频，前5个沉音是：C（低一八度）、F（比前一音再低纯五度）、C（比前一音低纯四度）、?A（比前一音低大三度）、F（比前一音低小三度）。
| 沉音 | 沉音 | 沉音 | 沉音 | 沉音 | 十二平均律音程 | 音名   | 音差 （音分） | 音频  |
| ---- | ---- | ---- | ---- | ---- | -------------- | ------ | ------------- | ----- |
| 1    | 2    | 4    | 8    | 16   | 同度（八度）   | C      | 0             | 播放ⓘ |
|      |      |      |      | 17   | 大七度         | B      | −5            | 播放ⓘ |
|      |      |      | 9    | 18   | 小七度         | A♯, B♭ | −4            | 播放ⓘ |
|      |      |      |      | 19   | 大六度         | A      | +2            | 播放ⓘ |
|      |      | 5    | 10   | 20   | 小六度         | G♯, A♭ | +14           | 播放ⓘ |
|      |      |      |      | 21   | 五度           | G      | +29           | 播放ⓘ |
|      |      |      | 11   | 22   | 三全音         | F♯, G♭ | +49           | 播放ⓘ |
|      |      |      |      | 23   | 三全音         | F♯, G♭ | −28           | 播放ⓘ |
|      | 3    | 6    | 12   | 24   | 四度           | F      | −2            | 播放ⓘ |
|      |      |      |      | 25   | 大三度         | E      | +27           | 播放ⓘ |
|      |      |      | 13   | 26   | 大三度         | E      | −41           | 播放ⓘ |
|      |      |      |      | 27   | 小三度         | D♯, E♭ | −6            | 播放ⓘ |
|      |      | 7    | 14   | 28   | 大二度         | D      | +31           | 播放ⓘ |
|      |      |      |      | 29   | 大二度         | D      | −30           | 播放ⓘ |
|      |      |      | 15   | 30   | 小二度         | C♯, D♭ | +12           | 播放ⓘ |
|      |      |      |      | 31   | 小二度         | C♯, D♭ | −45           | 播放ⓘ |

### 三和弦
对比两个音列的前5个音，可得：
- 泛音列：C C G C E G
- 沉音列：C C F C ♭A F

C的沉音列中包含F小三和弦。Elizabeth Godley认为，沉音列中也蕴含着小三和弦，且在声学中也是自然产生的。 “根据该理论，小三和弦的五音——而不是根音，才是生成整个和弦的‘生成音’”。 大三和弦由生成音及其上方的大三度、纯五度音构成，而小三和弦则由生成音及其下方的大三度、纯五度音构成。

### 共振
亥姆霍兹在《论音的感觉》中观察到，钢琴上的C弦在其沉音（c、F、C、降A、F、D、C等）发声时，比泛音发声时改变更大。亥姆霍兹论证说，沉音的共振并不比泛音弱。 考威尔在《新音乐资源》（p. 21-23）中提到了一位“莫斯科音乐学研究所的Nicolas Garbusov教授”，他发明了一种“在不借助共鸣的情况下至少能听到前9次沉音”的装置。他将这种现象描述为在乐器的共鸣中出现：“原本的发声体发不出沉音，但难免会在共鸣中出现通常共鸣体会响应每一次振动但某些情况下这些共鸣体每隔一次振动响应一次，发出半频音甚至某些情况下每隔三次共振一次音乐中这样的沉音经常是能听到的，这对于理解下属功能、小三和弦这些关系很重要。”

### 作曲上的意义

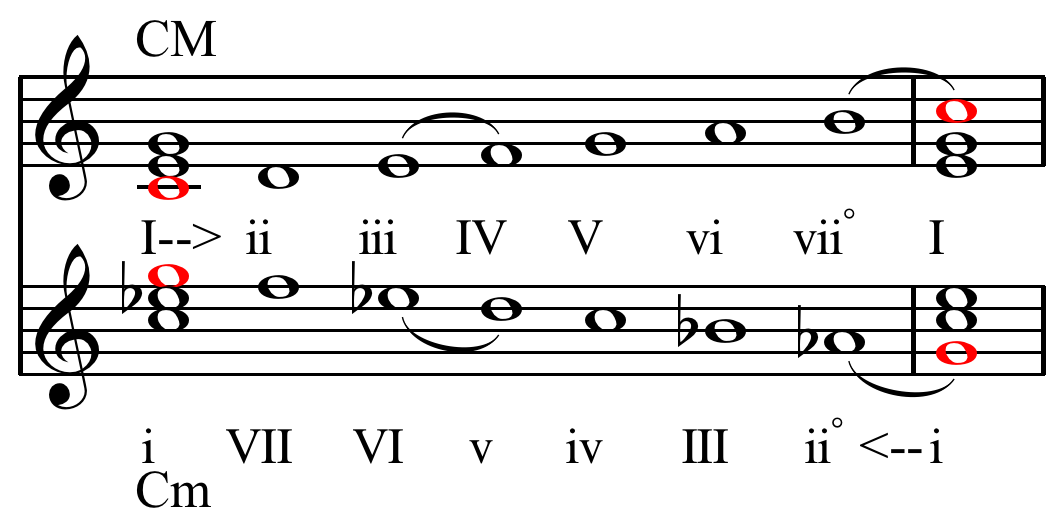
小调看作大调的倒影。

沉音列首先由扎利诺在Instituzione armoniche（1558）中提出，并被里曼和丹第等理论家用来解释小和弦等泛音列无法解释的现象。然而，亨德米特认为沉音列纯粹是泛音列在理论上的“音程倒影”。这一论断的根据是，沉音不像泛音那样随着基音鸣响而鸣响。
另一方面，Harry Partch反驳道，泛音列和沉音列同样都是根本性的，他的阳调性和阴调性理论就是基于这种认识。类似地，Graham H. Jackson在他的《音乐和声的精神基础》（2006）一书中声称，泛音列和沉音列必须视作实实在在的两极，一个代表外部的“物质世界”，另一个代表主观的“内在世界”。这种观点很大程度上源自这样的事实：泛音列可以有科学的物质性解释，所以才被广为接受；而沉音列的主要争议是，它只能由主观经验得到。例如，小三度听上去经常被认为是悲伤的，起码也是沉思的，因为人类听所有的和弦都从下往上理解。如果情感是依据沉音列顶端的“基音”而来，那么一个下行的小三和弦就不是忧伤的，而是有一种征服感。相比之下，泛音列就像从外部刺进来。在Rudolf Steiner的著作影响下，Jackson追溯包括这两个音列在内的主要五度相生音阶的历史，并认为，巴赫作品的和声隐蔽地抵消了沉音列。
Kathleen Schlesinger在她1939年的"The Greek Aulos"一书中指出，希腊的阿夫洛斯管上的音孔是等距的，所以必然会吹出沉音列。她称这一发现不仅揭晓了希腊调式的诸多谜团，也说明了全世界许多古代调式体系应该都是基于这一原理的。
1868年，Adolf von Thimus表明，由1世纪的一位毕达哥拉斯学派学者Nicomachus of Gerasa提出、被4世纪的杨布里科斯继承，并最终由von Thimus本人解出的一个理论，揭示了毕达哥拉斯就已得出了一整页的调和-次调和交错级数。

## 深入阅读
- Gurewitsch, Matthew. . The New York Times. May 13, 2011  [January 23, 2012].